# دارين ماك
دارين روي ماك (من مواليد 31 يناير 1961) هو القاتل المدان لزوجته المنفصلة تشارلا ماك البالغة من العمر 39 عامًا، وبمحاولة قتل قاضي محكمة الأسرة تشاك ويلر، الذي كان يتولى طلاق الزوجين. اعترف ماك بأنه مذنب في قتل زوجته وأخذ إقرارًا من ألفورد بشأن تهم محاولة القتل التي وجهها القاضي.
في صباح يوم 12 يونيو 2006، تم العثور على شارلا ماك مقتولة طعنًا في مرآبها. تم إطلاق النار على القاضي ويلر بعد بضع ساعات في نفس اليوم. 
فر ماك من المقاطعة والولاية، ولكن تم القبض عليه في بويرتو فالارتا بالمكسيك في 22 يونيو 2006. وتم إعادته إلى الولايات المتحدة في اليوم التالي. تم إعادته إلى رينو بولاية نيفادا تحت رعاية عمدة مقاطعة واشو.
قبل بدء محاكمته أمام هيئة المحلفين مباشرة، في 5 نوفمبر 2007، أقر ماك بأنه مذنب في جريمة قتل زوجته من الدرجة الأولى وقدم (التماس الفورد) بتهمة محاولة قتل القاضي ويلر. وحكمت عليه المحكمة بالسجن مدى الحياة في التهمة الأولى وبحد أقصى 40 سنة في التهمة الثانية، على أن تتوالى الأحكام. الإفراج المشروط غير متاح لمدة 16 عامًا على الأقل.
رفعت ابنة ماك وممتلكات زوجته دعوى مدنية ضد ماك بتهمة القتل الخطأ لتشارلا ماك. في عام 2008 أدانته هيئة محلفين في مقاطعة واشو ووافقت على تسوية بقيمة 590 مليون دولار ضد ماك في هذه القضية. وقد حاول ماك استئناف إدانته والدعوى المدنية، ولكن دون جدوى حتى الآن. وهو يقضي عقوبته في مركز لوفلوك الإصلاحي التابع للولاية بالقرب من لوفلوك بولاية نيفادا .

## سيرة شخصية

### وقت مبكر من الحياة
نشأ دارين ماك في شمال نيفادا ورينو ؛ لديه أخ لاندون. منذ سن مبكرة، تعلموا الصيد والتعامل مع الحياة البرية.
التحق الأخوان بالمدارس العامة المحلية. تخرج دارين ماك من مدرسة رينو الثانوية . التحق بجامعة نيفادا في منحة دراسية للبيسبول .

## حياة مهنية
بدأ ماك بالمشاركة في محل رهن القصر للمجوهرات والقروض المملوك لعائلة والدته جوان ماك  منذ أن كان في السابعة من عمره. بعد التخرج من الجامعة، انضم إلى شركة العائلة، بالإضافة إلى متابعة بعض اهتماماته الخاصة. بحلول عام 2006، كان مالكًا جزئيًا وتاجرًا على موقع eBay .
في عام 2003، قُدر دخله بنحو 500 ألف دولار سنويًا، وصافي ثروته 9.4 مليون دولار. وفقًا لشقيقه لاندون، كان ماك نشطًا سياسيًا وأسس جمعية نيفادا لوسطاء الرهن 

### الحياة الزوجية
في عام 1986 تزوج ماك من ديبرا أشلوك. انفصلا عام 1991  بعد أن رزقا بابن وابنة معًا. وفقًا لمقال نُشر عام 2006 في الاتحاد ، كان هذا هو زواج ماك الثاني. 
تزوج مرة أخرى بعد طلاقهما من تشارلا في 13 مايو 1995. كان لديهما ابنة معًا وشاركا أيضًا في تربية طفليه من خلال زواجه الأول (أو الثاني). في عام 1998 أعلنت لوحة إعلانية في رينو ما يلي: "تقدم عائلة ماك: دارين ماك. الأب / زوج العام 1998. قرار بالإجماع من زوجته شارلا وأطفاله الثلاثة الرائعين." 
تقدمت شارلا بطلب الطلاق في 7 فبراير 2005، عندما كانت ابنتهما تبلغ من العمر سبع سنوات. وبحسب ما ورد قال شارلا لصديق للعائلة بعد انفصالهما: "لقد خرج ليقتلني وفي يوم من الأيام سيقتلني على الأرجح".

## الأحداث
بحلول عام 2006، انفصل الزوجان وكانا يمران بإجراءات طلاق قاسية. تم العثور على شارلا ماك، البالغة من العمر 39 عامًا، مطعونة حتى الموت في مرآبها في 12 يونيو 2006. وبعد ساعات قليلة من نفس اليوم، أصيب قاضي محكمة الأسرة ويلر برصاص قناص، مما أدى إلى إصابته بجروح خطيرة. لقد أمر بتسوية مالية مؤقتة ورد أن ماك استاء منها. 
وسرعان ما تم التعرف على الزوج المنفصل دارين ماك باعتباره المشتبه به الرئيسي في كلتا الجريمتين، بسبب إجراءات الطلاق القاسية واستياءه من التسوية المالية المطلوبة. وأصبح موضوع مطاردة دولية في يونيو/حزيران 2006 بعد اتهامه بارتكاب هذه الوفيات.
أمضى القاضي ويلر بعض الوقت في التعافي،  وعاد إلى قاعة المحكمة في 16 أغسطس. 
وفقًا لأحد الأصدقاء المقربين، كان ماك غاضبًا من تسوية الطلاق التي أصدرها القاضي ويلر في مايو. بالإضافة إلى إعالة الطفل (التي يحددها قانون الولاية بمبلغ 849 دولارًا شهريًا)، حُكم على دارين ماك بدفع 10000 دولار شهريًا لدعم الزوجة ونفقات الأسرة.  كان الدخل الشهري الإجمالي لدارين ماك حوالي 44000 دولار (528000 دولارًا سنويًا)، بينما لم يكن لزوجته أي دخل. 
هرب ماك من الشرطة لمدة 10 أيام، وأصبح موضوع مطاردة. لقد ظهر في برنامج Fox Show America's Most Wanted والموقع الإلكتروني لمكتب التحقيقات الفيدرالي FBI .  
كان ماك صيادًا ورياضيًا. تظهر السجلات أنه كان يمتلك مسدس سميث آند ويسون عيار 40 وبندقية بوشماستر .223 نصف آلية . وقالت الشرطة إنه كان يمتلك رخصة فيدرالية للأسلحة النارية وتصريحًا بحمل سلاح مخفي . وعثرت الشرطة بتفتيش شقته على ذخيرة ومواد قنابل.
في 22 يونيو 2006، استسلم ماك للسلطات المكسيكية بعد أن حاصرته في مسبح أحد المنتجعات في بويرتو فالارتا .  في اليوم التالي تم نقله جواً إلى دالاس، تكساس للحجز، وعاد إلى رينو، حيث تم حجزه في سجن مقاطعة واشو. عثرت السلطات على سيارة فورد إكسبلورر الفضية المستأجرة من ماك في إنسينادا .

## محاكمة
تم الدفاع عن ماك في الأصل من قبل المحامين سكوت فريمان من رينو وديفيد تشيسنوف من لاس فيغاس . بنى تشيسنوف سمعة وطنية من خلال تمثيل المشاهير مثل مارثا ستيوارت وبريتني سبيرز . 
كانت القضية معقدة بسبب وجود علاقات مع ماك. قام المدعي العام لمقاطعة واشو بسحب مكتبه من القضية بسبب علاقة شخصية طويلة الأمد مع دارين ماك، ولأنه يمكن أن يكون شاهدًا. 
تم تعيين النائب الرئيسي للمدعي العام روبرت داسكاس ومساعد المدعي العام كريستوفر لالي من مكتب المدعي العام لمقاطعة كلارك لإجراء الملاحقة القضائية . 
في جلسة استماع أولية في 30 أغسطس / آب 2006، تم احتجاز ماك للمحاكمة. سعى محامو الدفاع عنه إلى إجراء تقييم لكفاءته العقلية بأمر من المحكمة.  وفي 11 سبتمبر/أيلول، أعلن المدعي العام أنه لن يطالب بعقوبة الإعدام . 
ودفع ماك بأنه غير مذنب في التهم الموجهة إليه في جلسة محاكمة يوم 13 سبتمبر  اعتبارًا من 4 أكتوبر 2006، حاول المحامي سكوت فريمان إسقاط تهمة محاولة القتل الموجهة إلى ماك.  وتم تحديد موعد محاكمته في 1 أكتوبر/تشرين الأول 2007.
بعد قراره السابق في القضايا الجنائية، في 13 أكتوبر، استبعد القاضي الكبير جيه تشارلز طومسون هيئة مقاطعة واشو بأكملها من جميع القضايا المدنية المرفوعة ضد ماك. رفعت عقارات تشارلا ماك ومحاموها نيابة عن ابنتها دعاوى مدنية للحصول على تعويضات في القتل غير المشروع لشارلا. 
تم نقل المحاكمة إلى لاس فيغاس .  تم تعيين قاضي مقاطعة كلارك دوغلاس هيرندون لهذه القضية. 
في 5 نوفمبر 2007، اعترف ماك بأنه مذنب في جريمة قتل زوجته السابقة من الدرجة الأولى وقدم التماسًا من ألفورد في تهمة محاولة القتل الموجهة إلى القاضي ويلر. كان هذا قبل بدء المحاكمة مباشرة، مقابل توصية من المدعي العام بالسجن مدى الحياة مع إمكانية الإفراج المشروط بعد 20 عامًا. ولم يكن القاضي ملزماً بتوصية الحكم هذه. وقال ماك أثناء الالتماس: "أفهم الآن في حالتي الذهنية أن إطلاق النار على القضاء ليس شكلاً مناسبًا من أشكال الإنصاف السياسي". 
قام ماك لاحقًا بتعيين محامي دفاع جديد، ويليام روتسيس، وحاول سحب دفوعه. قال إنه تم إكراهه من قبل تشيسنوف وفريمان وأن توقيعه مزور. رفض القاضي دوجلاس هيرندون طلب ماك بالانسحاب، والذي قدمه محاميه الجديد. أثناء الحكم على ماك، واصل روتسيس تجديد طلباته من هيرندون لمنح ماك محاكمة جديدة.
وبموجب شروط اتفاق الإقرار بالذنب، حكم هيرندون على ماك بالسجن مدى الحياة لقتله زوجته. بتهمة محاولة قتل القاضي ويلر باستخدام سلاح مميت، حكم على ماك بالسجن لمدة أقصاها 40 عامًا، مع إمكانية الإفراج المشروط بعد 16 عامًا. ومن المقرر أن يتم تنفيذ الأحكام على التوالي، مما يجعل ماك غير مؤهل للإفراج المشروط لمدة 36 عامًا على الأقل.  ومن المقرر عقد جلسة استماع أخرى بشأن مرافعاته في أبريل/نيسان 2008.
في 18 مارس 2008، أصدرت هيئة محلفين في مقاطعة واشو تسوية بقيمة 590 مليون دولار ضد ماك في دعوى القتل الخطأ لزوجته شارلا. تم منح 560 مليون دولار لابنة الزوجين الصغيرة، إريكا، بينما يذهب الباقي إلى ممتلكات زوجته.

### الاستئنافات
واصل ماك استئناف إدانته (على أساس أنه اعترف بالذنب تحت الإكراه). كما أنه قرر أن يستأنف الحكم المدني الذي تبلغ قيمته 590 مليون دولار. رفع القاضي ويلر دعوى مدنية تتعلق بالإصابة الشخصية ضد ماك، مطالبًا بتعويضات تعويضية وعقابية.[بحاجة لمصدر]<
استئناف ماك، الذي استند إلى الحجة القائلة بأن القاضي كان يجب أن يسمح له بسحب اعترافه بالذنب، استمعت إليه المحكمة العليا في نيفادا في عام 2010، والتي رفضته.
في فبراير 2012، أثار ماك هذه القضية مرة أخرى في التماس قدمه إلى المحكمة الجزئية بالولايات المتحدة.

## أنظر أيضا
- قائمة جرائم القتل في نيفادا
- اميركا الاكثر طلبا

## روابط خارجية
- مقالات إخبارية متعلقة بقضية دارين ماك، بقلم رينو غازيت جورنال
- ملف ماك الشخصي عن المطلوبين في أمريكا
- نظام معلومات تتبع الجاني في نيفادا (NOTIS) - سجل تفاصيل الجاني </link>< /link>[ رابط ميت دائم ]
- وليام جي روتسيس
- الوحش الأمريكي "أمام عينيك مباشرة" | حلقة وثائقية تلفزيونية من برنامج التحقيق ديسكفري ، تم بثها: يوليو 2016.